# Como si no nos hubiéramos amado
Como si no nos hubiéramos amado (originalmente en Italiano Come Se Non Fosse Stato Mai Amore), es una canción de la cantante italiana Laura Pausini. Es el tercer sencillo lanzado el 25 de marzo de 2005 del álbum de 2004 Escucha.

## La canción
La música está compuesta por Daniel Vuletic; la letra está escrita por Laura Pausini y Cheope; la adaptación española es de León Tristán.
La canción fue traducida al español con el título Como si no nos hubiéramos amado, incluida en el álbum Escucha y lanzada como 3er sencillo en España y Latinoamérica.
Las 2 canciones se transmiten por radio; se graban 2 videoclips.

## Créditos
- Laura Pausini: voz
- Celso Valli : piano, teclado
- Massimo Varini : guitarra eléctrica, guitarra acústica
- Paolo Gianolio : guitarra acústica
- Michele Vanni: guitarra acústica
- Cesare Chiodo: bajo
- Alfredo Golino: batería

## Interpretaciones en vivo
El 22 de diciembre de 2013, Laura Pausini interpretó la canción Come Se Non Fosse Stato Mai Amore en versión en vivo a dúo con la cantante italiana Emma en el Mediolanum Forum de Assago, parada de The Greatest Hits World Tour 2013-2015.
En 2005, con la canción Como si no nos hubiéramos amado, Laura Pausini participó en el Festivalbar en el verano y recibió el premio a la Mejor Gira del Año por más de 60 conciertos en todo el mundo.

## Clasificaciones
Posiciones máximas
| Clasificación ( 2005-2006 )           | Posición |
| ------------------------------------- | -------- |
| Estados Unidos ( canción latina )     | 10       |
| Estados Unidos ( Canción Pop Latino ) | 1        |